# Kang Sung-hoon
Kang Sung Hoon (en hangul, 강성훈; en hanja, 姜成勳; Mapo-gu, Seúl, 22 de enero de 1980) es un cantante surcoreano conocido por ser miembro de la banda SECHSKIES.

## Biografía
Tiene una hermana menor.
Estudió en el "Korean Foreign School".
En el 2006 realizó su servicio militar obligatorio.
Es buen amigo de los miembros de SECHSKIES.

## Carrera
En 1997 se unió a la agencia "DSP Media" donde fue miembro hasta 2000. Fue miembro de la agencia "Laful Entertainment" por un tiempo cuando el grupo SECHSKIES se separó. 
En el 2016 se unió como miembro de la agencia "YG Entertainment" junto a los integrantes de SECHSKIES a excepción de Ko Ji-yong, Sung-hoon también firmó un contrato individual con la agencia. En enero del 2019 se anunció que Sung-hoon había dejado la agencia el 31 de diciembre del 2018.
En abril de 1997 se unió como miembro y cantante principal del grupo musical "SECHSKIES" junto a Jang Su-won, Kim Jae-duck, Eun Ji-won, Lee Jai-jin y Ko Ji-yong. El grupo se separó en el 2000 y después de dieciséis años separados volvieron a unirse en el 2016, en enero de 2019 se anunció que Sung-hoon había dejado el grupo.
En el 2016 apareció por primera vez como invitado en el exitoso programa de televisión surcoreano Running Man (también conocida como "Leonning maen") durante el episodio no. 326 formando parte del equipo "Lady Woo-seul-hye Team" con Hwang Woo-seul-hye, Kim Jong-kook, Ha-ha, Ji Suk-jin y Jang Su-won. Más tarde apareció nuevamente en el programa en diciembre del 2017 durante el episodio no. 383 formando parte del equipo "White Team" con Yoo Jae-suk, Yang Se-chan, Eun Ji-won y Lee Jai-jin.
En 2016 participó en el programa King of Mask Singer donde participó bajo el alias de "Oscar, Beautiful Night".

## Filmografía

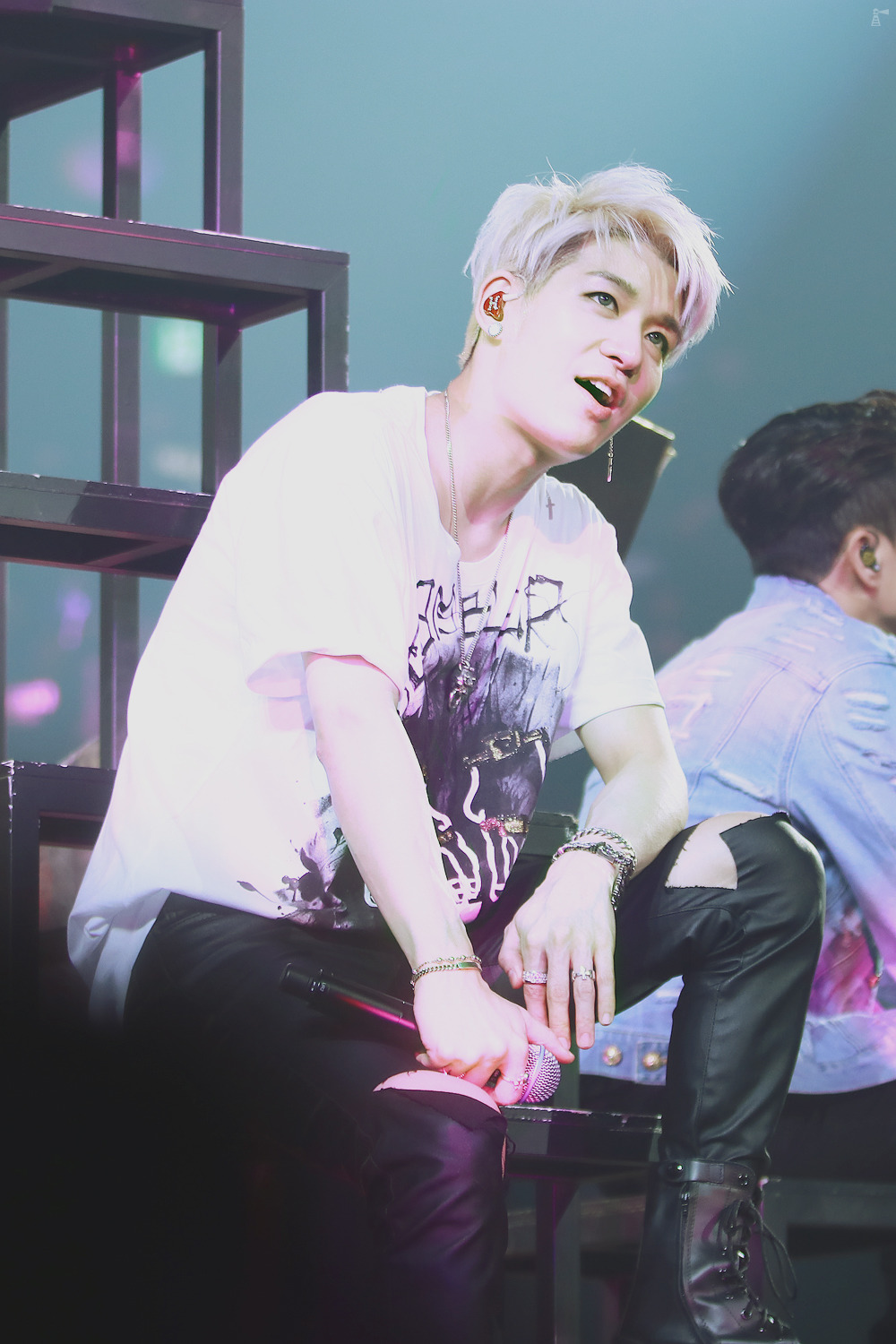
Kang Sung-hoon en enero del 2017.

### Programas de variedades
| Año        | Programa                  | Notas                                                                    |
| ---------- | ------------------------- | ------------------------------------------------------------------------ |
| 2016, 2017 | Running Man               | 2 episodios - (Ep. #326, 383) - participante                             |
| 2017       | Life Bar                  | 2 episodios (Ep. # 21-22) - junto a SECHSKIES                            |
| 2017       | Knowing Bros              | Ep. #106 - invitado - junto a SECHSKIES                                  |
| 2016       | Duet Song Festival        | 2 episodios (Ep. #19-20)                                                 |
| 2016       | King of Mask Singer       | 2 episodios "Oscar, Beautiful Night" - (Ep. #65-66)                      |
| 2016       | People of Full Capacity   | Ep. #25                                                                  |
| 2016       | Fantastic Duo             | 2 episodios (Ep. #9-10) - junto a Eun Ji-won, Lee Jai-jin y Kim Jae-duck |
| 2016       | Get It Beauty S3          | Ep. #5                                                                   |
| 2016       | You Hee-yeol's Sketchbook | Ep. #323 - junto a SECHSKIES                                             |
| 2016       | Infinite Challenge        | 3 episodios - (Ep. #476-478)                                             |
| 2016       | Radio Star                | 2 episodios - (Ep. #480 y 503)                                           |
| 2016       | Weekly Idol               | 2 episodios - (Ep. #280-281) - junto a SECHSKIES                         |
| 2016       | Entertainment Relay       | invitado - junto a SECHSKIES                                             |
| 2015       | Real Theater              | -                                                                        |

### Series de televisión
| Año  | Título  | Personaje      | Notas |
| ---- | ------- | -------------- | ----- |
| 2013 | Nonstop | Kang Sung Hoon | -     |

### Películas
| Año  | Título               | Personaje | Notas |
| ---- | -------------------- | --------- | ----- |
| 1998 | Seventeen: The Movie | -         | -     |

### Radio
| Año  | Programa                   | Notas             |
| ---- | -------------------------- | ----------------- |
| 2017 | Choi Hwa Jung's Power Time | junto a SECHSKIES |
| 2017 | Jung Yoo Mi's FM Date      | junto a SECHSKIES |
| 2017 | Kangta's Starry Night      | junto a SECHSKIES |

### Anuncios
| Año  | Marca             | Notas             |
| ---- | ----------------- | ----------------- |
| 1998 | Elite - Uniform   | junto a SECHSKIES |
| 1997 | Mr Hammer - Snack | junto a SECHSKIES |

## Beneficencia
El 22 de enero de 2007, participó en un desfile de moda llamado "Han Bok", con el objetivo de recaudar dinero para construir casas para los demás.